# Bahnhof Pitlochry

Bei dem Bahnhof Pitlochry handelt es sich um den Bahnhof der schottischen Ortschaft Pitlochry in der Council Area Perth and Kinross. Die Station liegt an der Highland Main Line und wurde 1863 eröffnet. Der Bahnhof wurde 1994 in die schottischen Denkmallisten in der höchsten Denkmalkategorie A aufgenommen.

## Verkehr
Die Highland Railway eröffnete den Durchgangsbahnhof am 1. Juni 1863 entlang der Bahnstrecke Inverness–Perth, die heute Teil der Highland Main Line ist. Während der Bahnhof Pitlochry bis heute von Zügen auf der Highland Main Line und dem Caledonian Sleeper bedient wird, wurden die beiden Nachbarbahnhöfe von Ballinluig und Killiecrankie entlang der Strecke zwischenzeitlich aufgelassen.

## Beschreibung
Der Bahnhof liegt am Südrand von Pitlochry unweit des linken River-Tummel-Ufers mit dem Wasserkraftwerk Pitlochry. Das ursprüngliche Bahnhofsgebäude ist nicht mehr erhalten, da es 1894 durch einen Neubau ersetzt wurde. Es gilt als guterhaltenes Exemplar schottischer Bahnhofsarchitektur im ausklingenden 19. Jahrhundert. Parallelen bestehen zum wenige Jahre älteren Bahnhof Nairn.
Die nordexponierte Hauptfassade des einstöckigen Gebäudes ist sechs Achsen weit. Das Gebäude, dessen bahnsteigseitige Giebel als Staffelgiebel ausgeführt sind, weist einen U-förmigen Grundriss auf. Zwischen den Giebeln verläuft ein Schutzdach, das auf vier oktogonalen, gusseisernen Pfeilern ruht. Am linken Giebel tritt eine abgekantete Auslucht heraus. Entlang aller Fassaden sind die Fenster gekuppelt mit steinernen Fensterpfosten ausgeführt. Eine gusseiserne Fußgängerbrücke bietet eine Passage zum gegenüberliegenden Bahnsteig. Sie entspricht in ihrer Bauart der Standardausführung der Highland Railway.